# Ironic
Ironic (englisch für „ironisch“) ist ein Lied der kanadisch-US-amerikanischen Sängerin Alanis Morissette, das im Juni 1995 auf dem Studioalbum Jagged Little Pill erschien. Es wurde von Glen Ballard und Morissette geschrieben sowie von Ballard produziert. Der Liedtext präsentiert unterschiedliche unglückliche Situationen, die als ironisch beschrieben werden, woraufhin diskutiert wurde, ob eine dieser Situationen zur Begriffsdefinition von „Ironie“ passt.
Die im Februar 1996 veröffentlichte Single avancierte zum Nummer-eins-Hit, weltweiten Millionenseller und gewann unter anderem einen Juno Award. Das zugehörige Musikvideo drehte der französische Regisseur Stéphane Sednaoui; darin fährt Morissette im Auto durch eine winterliche Landschaft und spielt auch die drei Mitfahrerinnen. Es gewann bei den MTV Video Music Awards 1996 drei Preise, während VH1 es in seiner Liste der „Greatest Music Videos“ führt.
Ironic war Teil der Setlist von Morisettes Jagged Little Pill World Tour im Jahr 1995, von Morissettes MTV Unplugged im Jahr 1999 sowie ihres Best-of-Albums The Collection von 2005.

## Entstehung und Veröffentlichung
Geschrieben wurde das Lied von der Interpretin selbst, zusammen mit dem Koautor Glen Ballard. Für die Produktion zeichnete Ballard allein verantwortlich.
In einem Interview mit Christopher Walsh vom Billboard-Magazin beschrieb Ballard, wie er und Morissette sich begegneten und wie Ironic entstand:

“I’m telling you, within 15 minutes we were at it—just writing. Ironic was the third song we wrote. Oh God, we were just having fun. I thought ‚I don’t know what this is—what genre it is—who knows? It’s just good‘.”

„Ich sag es Ihnen, innerhalb von 15 Minuten waren wir dabei – einfach schreiben. Ironic war das dritte Lied, das wir schrieben. Oh Gott, wir hatten einfach Spaß. Ich dachte: ‚Ich weiß nicht, was das ist – welches Genre das ist – keine Ahnung. Es ist einfach gut.‘“

Die Erstveröffentlichung von Ironic erfolgte am 9. Juni 1995 bei Maverick Records, als Teil von Morissettes drittem Studioalbum Jagged Little Pill (Katalognummer: 9362-45901-1). Am 27. Februar 1996 erschien das Lied als vierte Singleauskopplung aus dem Album. Diese erschien unter anderem als CD-Maxi-Single mit Liveversionen zu Forgiven, Not the Doctor und Wake Up als B-Seiten (Katalognummer: 9362436502).

## Inhalt

### Komposition
Gemäß den Noten, die von Universal Music Group bei Musicnotes.com veröffentlicht wurden, wurde das Lied in einem moderaten Tempo von 82 Beats per minute komponiert. Es wird in der Tonart H-Dur gespielt; der Refrain beruht hingegen auf Fis im Mixolydischen Modus. Morissettes Stimmumfang liegt zwischen E4 und Ais5 und die Progression der Akkorde bei Ironic beginnt mit einer Sequenz aus Emaj7–Fis6–Emaj7–Fis6, bevor sie im Refrain zu Fis–Hadd9–Fis–Gism7 wechselt.

### Text
Die Benutzung des Wortes „ironic“ (ironisch) erregte eine mediale Aufmerksamkeit. Laut Jon Pareles von der Zeitung The New York Times verleiht das Lied mit seinen Implikationen dem Inhalt einen „unironischen“ Sinn. Gemäß dem Oxford English Dictionary wird irony im englischsprachigen Raum folgendermaßen definiert: “irony is a state of affairs or an event that seems deliberately contrary to what was or might be expected; an outcome cruelly, humorously, or strangely at odds with assumptions or expectations” („Ironie ist ein Sachverhalt oder ein Ereignis, das absichtlich im Widerspruch zu dem steht, was erwartet wurde oder erwartet werden könnte; ein Ergebnis, das grausam, humorvoll oder auf seltsame Weise im Widerspruch zu Annahmen oder Erwartungen steht“). Vor dem Hintergrund der Präskription sind Texte wie “It’s a free ride when you’ve already paid” („Es ist eine Freikarte, nachdem du bereits bezahlt hast“) und “A traffic jam when you’re already late” („Ein Stau, wenn du ohnehin schon spät dran bist“) nicht ironisch.
Morissette sagte, dass die Debatte über die Ironie ihrer Aussagen in Ironic sie nicht traumatisiert habe. Sie akzeptierte für sich, die Malapropismus-Königin zu sein, und beim Schreiben des Textes achteten sie und Ballard nicht beharrlich darauf, dass alles „ironisch“ entsprechend der eigentlichen Definition sei. Michael Reid Roberts schrieb 2014 in dem Onlinemagazin Salon.com eine Verteidigung für das Lied. Der Zustand oder ein Ereignis stehe absichtlich im Widerspruch zu dem, was man erwartet, und sei daher oft ironisch amüsant, was eine situative Ironie darstelle. Michael Stevens nahm sich auf dem Youtube-Kanal Vsauce Zeit, in der Folge „Dord“ zum Thema Ironie zu diskutieren. In diesem Video betrachtete Stevens den Unterschied zwischen „situativer Ironie“ und „dramatischer Ironie“. Seiner Meinung nach muss die Ironie nicht zwingend in den Situationen selbst liegen, sondern eher in der dramatischen Ironie – wenn sich jemand der Bedeutung eines Ereignisses nicht bewusst ist, während andere sich dessen bewusst sind. Nicht die Situationen, sondern das Leben in sich ist ironisch.
Der Komiker Ed Byrne meinte in einem Sketch, in dem er spaßhaft das Lied wegen der fehlenden Ironie angriff: “The only ironic thing about that song is it’s called 'Ironic' and it’s written by a woman who doesn’t know what irony is. That’s quite ironic.” („Das einzige Ironische an diesem Lied ist, dass sein Titel Ironic lautet und dass es von einer Frau geschrieben wurde, die nicht weiß, was Ironie ist. Das ist einfach ironisch.“) Die Satiriker Berger und Wyse parodierten das Lied in einem Teil ihres Comicstrips The Pitchers. In diesem Teil vergleicht ein Superheld namend „Irony Man“ seine Superkräfte mit dem Songtext von Morissette, weshalb er von seinen Mitmenschen in „The Man from Alanis“ umbenannt wurde. Im Dezember 2009 veröffentlichte die Comedy-Website CollegeHumor ein Parodievideo mit dem Titel „Actually Ironic“ („Wirklich ironisch“), an dem die Schauspielerin Sarah Natochenny mitwirkte und in dem Patrick Cassels den Songtext des Originals so änderte, dass sie einen ironischen Inhalt im eigentlichen Sinn enthalten. Ein Beispiel hierfür ist der Text: “it’s like rain on your wedding day, to the Egyptian sun god Ra” („es ist wie Regen an deinem Hochzeitstag mit dem ägyptischen Sonnengott Re“). In seinem Lied Word Crimes referenziert Weird Al Yankovic auf Morissettes Songtext, indem er „Irony is not coincidence“ („Ironie ist kein Zufall“) singt und gleichzeitig im Video ein Piktogramm eines brennenden Feuerwehrwagens mit der Unterschrift „Irony“ und daneben ein Piktogramm eines Brautpaares im Regen mit der Unterschrift „Weather“ („Wetter“) zeigt, was sich ebenfalls auf die Zeile “It’s like rain on your wedding day” („Es ist wie Regen an deinem Hochzeitstag“) bezieht. Alanis Morissette machte sich 2013 über ihre eigenen Fehler lustig, als sie mit der Comedygruppe The Lonely Island den Song Semicolon bei Jimmy Kimmel Live! spielte. Darin unterbricht Morissette einen Rap der Gruppe, weil sie den Begriff „Semikolon“ falsch verwenden, worauf die Entgegnung folgt, dass eine derartige Kritik aus ihrem Mund doch „ironisch“ sei. Auch 2015 machte Morissette sich erneut über sich lustig, als sie in The Late Late Show with James Corden mit einer neuen Version von Ironic auftrat, in der sie die Zeile “It’s singing 'Ironic', when there are no ironies” („Es ist ‚Ironic‘ singen, wenn keine Ironien vorhanden sind“) ergänzte.

## Liveauftritte
Das Lied war 1995 Teil ihrer Setlist auf der Konzerttour Jagged Little Pill World Tour und war somit Teil ihres Albums Jagged Little Pill Live von 1997. Danach war das Lied auch auf dem Live-Album Alanis Unplugged, das 1999 im Zuge der Reihe MTV Unplugged entstand. Konzertauftritte mit Ironic sind auf den DVDs Feast on Scraps von 2002 und Live in the Navajo Nation ebenfalls von 2002 enthalten.
Mit Ironic machte Morissette ihre Unterstützung für die gleichgeschlechtliche Ehe klar, als sie im März 2004 der Verleihung der GLAAD Media Award mit verändertem Text auftrat. Sie änderte eine Situation innerhalb des Lieds in den Text: “It’s meeting the man of my dreams /And then meeting his beautiful husband” („Es ist wie das Zusammentreffen mit meinem Traummann /Und mit seinem wunderschönen Ehemann“). Sie gab gegenüber der Zeitung USA Today an, dass ihre Unterstützung weiter gehe, als einen klugen Songtext zu schreiben. Ihre Fantasie sei es, einige ihrer befreundeten schwulen Paare zu verheiraten. Im Juni 2004 sagte sie zu VH1, dass sie selbst zwar keine schwulen Freunde habe, die verlobt sind, und dass es für sie eine Ehre sei, die schwule Community zu unterstützen. Die Version mit verändertem Songtext nahm Morissette zunächst als Akustikversion für iTunes auf und veröffentlichte sie 2004. Unter anderem ist das veränderte Lied auch auf dem Album Jagged Little Pill Acoustic. Morissette spielte die Husband-Version 2005 auch gemeinsam mit Avril Lavigne bei House of Blues.

## Musikvideo

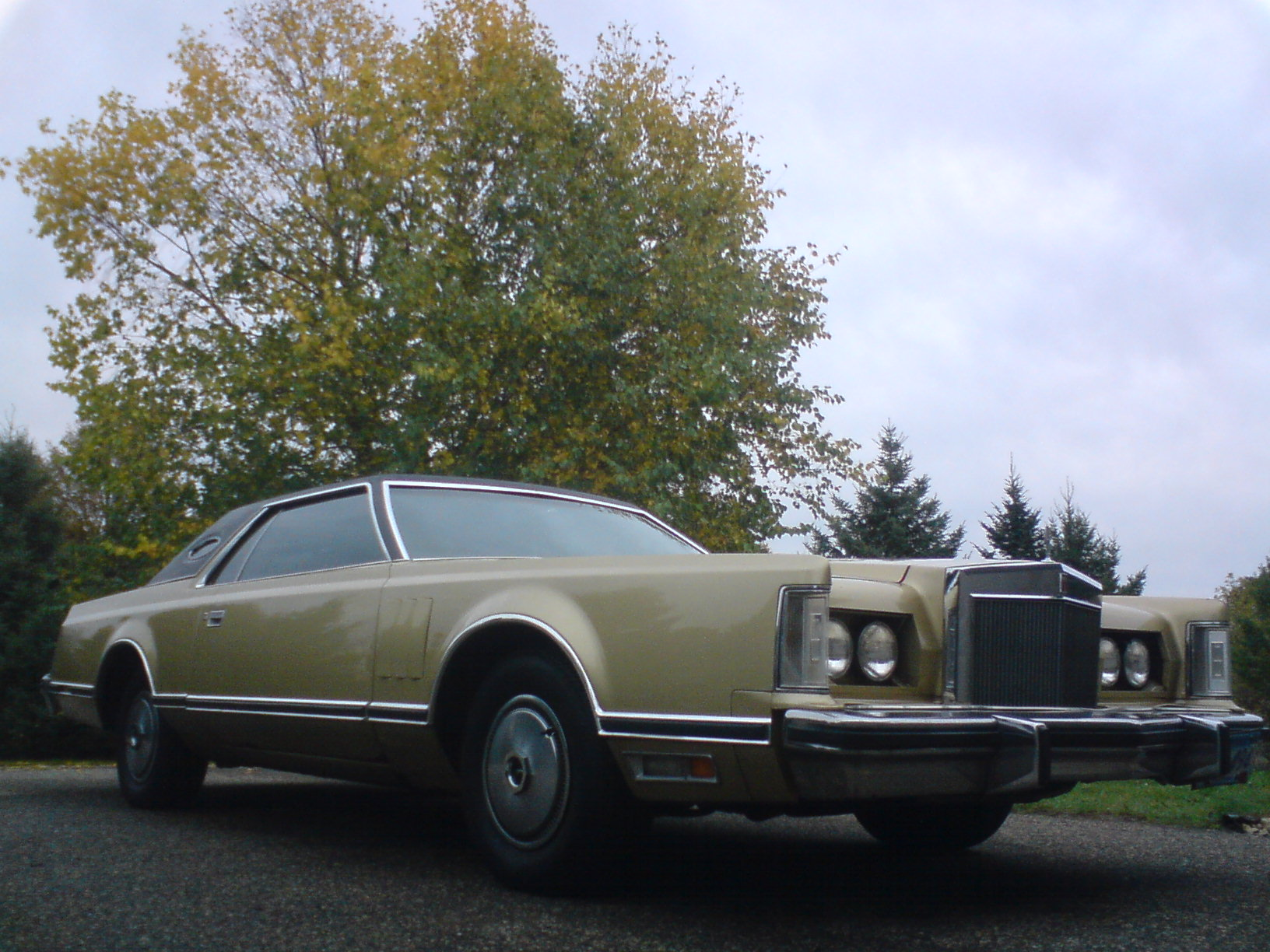
Im Musikvideo fährt Morissette einen Continental Mark V.

Das Musikvideo zu Ironic wurde unter Regie von Stéphane Sednaoui gedreht und am 23. Januar 1996 veröffentlicht. Am Anfang des Videos geht Alanis Morissette mit einem Coffee-to-go-Becher in der Hand an einer Tankstelle zu ihrem Auto, einem dunkelgrauen Continental Mark V mit Lederinnenausstattung. Sie trägt eine braune Jacke, eine rote Mütze, hellblaue Handschuhe und einen buntgestreiften Schal. Danach fährt sie durch die verschneite Winterlandschaft und beginnt, die erste Strophe zu singen. Am Anfang des Refrains sitzt eine zweite von Morissette verkörperte Person auf der Rückbank auf der Beifahrerseite und singt. Sie trägt einen grünen Pullover. 
Die zweite Strophe wird von Morissette in einem gelben Sweatshirt und mit in Zöpfe geflochtenem Haar gesungen, während sie dabei isst. Die dritte Morissette sitzt auf der Rückbank hinter dem Fahrersitz. Der zweite Refrain wird von Morissette in rotem Pullover und in einer pyjamaartigen Hose auf dem Beifahrersitz gesungen, während sie sich bei der Fahrt weit aus dem Seitfenster hinauslehnt, beinahe mit einer Brücke kollidiert und anschließend wieder auf den Beifahrersitz setzt und lacht. Die Bridge sowie die dritte Strophe und den dritten Refrain singen alle vier Morisettes, wobei in den Kameraeinstellungen jeweils nur einer der Sitze zu sehen ist. Während des dritten Refrains setzt die erste Morissette ihre Mütze ab und wirft sie zu derjenigen mit dem grünen Sweater. Außerdem tanzen alle auf ihren Sitzen sitzend. Ab dem Outro ist nur noch die erste Morissette im Bild. Sie blickt auf ihr Armaturenbrett, bringt den Wagen mitten auf der Fahrbahn zum Stehen und steigt aus; ihre Mitfahrerinnen sind verschwunden. Möglicherweise stoppte der Wagen infolge eines leeren Tanks, was hinsichtlich des Videoanfangs an der Tankstelle eine Ironie darstellen würde.
In einem Interview für die Vogue im Jahr 2015 verriet Morissette, dass die Kleidung im Video die Persönlichkeiten der Charaktere widerspiegele. Die Fahrerin mit der roten Mütze hat die Kontrolle und trägt die Verantwortung. Die gelbe Figur ist mutig und schrullig, die Morissette als präsent und lebhaft und unbefangen bezeichnete. Die Frisur mit den Zöpfen liebte Morissette und trug sie später oft bei Auftritten. Die Beifahrerin ist romantisch, nachdenklich, aber auch risikofreudig. Mit dem Mädchen im grünen Pullover kann Morissette sich am besten identifizieren. Es ist lustig und ausgelassen, weshalb es am ehesten in Schwierigkeiten gerät.
Blaine Allan bemerkte im 2002 erschienenen Buch Television: Critical Methods and Applications, wie Morissette mit dem Zuschauer interagiert. Er verglich das Video mit dem Video zu Lucky von Britney Spears, in dem Spears ebenfalls zwei Rollen, von Lucky und einem Fan, einnahm. Im Gegensatz zu Lucky, in dem beide Spears-Charaktere mit Hilfe visueller Effekte direkt miteinander interagieren, wird im Ironic-Video ausschließlich durch den Schnitt der Eindruck erweckt, dass die von Morissette dargestellten Charaktere miteinander interagieren. Die Journalistin Carol Vernallis befand, dass die plaudernde Art, in der Morissette das Lied im Video singt, eine intime Verbindung zum Zuschauer aufbaue. Sie stellte aber auch fest, dass der Songtext durch Videoaufzeichnung und Fernsehausstrahlung für die Zuschauer unzugänglich werde.
Charles Aaron vom Spin-Magazin bezeichnete das Musikvideo zu Ironic als „gelungen“. Das Video wurde 1996 sechsmal bei den MTV Video Music Awards nominiert. In den Kategorien Viewer’s Choice, Best Direction und Video of the Year konnte es den Preis nicht gewinnen. In den Kategorien Best Editing, Best New Artist in a Video und Best Female Video siegte Ironic. 1997 folgte eine Nominierung für den Grammy Award for Best Music Video. Das Video wurde außerdem auf Platz 18 der von VH1 herausgegebenen Liste der 100 Greatest Videos geführt.
Ende 1996 wurde eine Parodie auf das Musikvideo veröffentlicht, in dem das sechsjährige kanadische Mädchen Allison Rheaume Morissettes Kleidung und Bewegungen nachahmt und eine Lippensynchronisation zum Originallied macht. Am Ende des Videos bemerkt ihr Vater, wie sie in der Einfahrt im Auto sitzt, und sagt ihr, sie solle mit dem Herumgealbere aufhören. Die Parodie wurde von David Rheaume gedreht. Das Video wurde auf MTV ins Programm aufgenommen und war 2005 Bestandteil von Alanis Morissettes Greatest-Hits-Album The Collection auf CD/DVD. In einem MTV-Werbefim parodierte Donal Logue in seiner Rolle als Jimmy The Cab Driver ebenfalls Ende 1996 das Video. Der Rapper DBA Flip aus Inglewood in Kalifornien produzierte 1996 zu seiner Single It’s Friday Night (Just Got Paid) ein sehr ähnliches Video, in dem er ebenfalls mehrere Rollen in einem fahrenden Auto einnimmt. Am Ende des Lieds bleibt sein Wagen ebenfalls liegen, während an der Straße eine Alanis Morissette ähnliche Frau mit Zopffrisur, wie im Ironic-Video, und einer Jacke, wie im Video zu Morissettes Lied You Learn, entlangläuft und einen Benzinkanister trägt.
Die kanadische Band Rusty parodierte 1997 in der zweiten Videoversion zu ihrer Single Empty Cell die Handlung vom Ironic-Video. Weird Al Yankovic produzierte 2003 eine Parodie des Videos für seine Comedy-Reihe Al TV, worin er den Platz der vierten Morissette auf dem Beifahrerplatz einnahm. Der R&B-Sänger Ramriddlz aus Toronto zollte 2018 dem Ironic-Video mit seinem Musikvideo zur Single Worst Love Tribut.

## Mitwirkende
- Alanis Morissette – Gesang, Produktion, Autorin
- Glen Ballard – Produktion, Gitarre, Autor
- Chris Fogel – Mischtechnik
- Basil Fung – Gitarre
- Rob Ladd – Schlagzeug, Perkussion
- Lance Morrison – Bassgitarre
- Michael Thompson – Orgel[45]

## Rezeption

### Rezensionen
Jaime Gill von Dot Music kommentierte 2005 in seiner Rezension von Jagged Little Pill Acoustic über die Originalversion, dass Morissette den Hörern eines der größten Gesellschaftsspiele des Pops geliefert habe, in dem echte Ironie in Ironic erkannt wurde, und er nannte das Lied „pretty“ („hübsch“) und „catchy“ („eingängig“). Zusätzlich stellte er fest, die Akustikversion klinge ohne die lauten Gitarren der ursprünglichen Version entspannter und einnehmender. Obwohl Stephen Thomas Erlewine von AllMusic das Lied für das Album hervorhob, wurden dem Lied bei einer anderen Rezension auf derselben Website, die anlässlich der Single-Veröffentlichung geschrieben wurde, nur zweieinhalb von fünf Sternen verliehen. Pareles stellte fest, dass man sich durch die Strophen von Ironic und von einem anderen Lied des Albums (Mary Jane) gut vorstellen könne, wie Morissette auf der Bühne eines Clubs ironische Texte singt, während sie auf einer Akustikgitarre spielt. Später schrieb er, dass das Lied genau genommen unironisch sei. Victoria Segal vom Melody Maker lobte das Lied absolut schönes Stück sprudelnden Folk-Rocks. In Music Week wurde das Lied mit vier von fünf Sternen bewertet, wobei das Lied als eine kraftvolle Hymne, die an ein schönes Echo der Cocteau Twins erinnere, bezeichnet wurde. Die Rezension sagte Morissette erstes Erreichen einer Chartposition innerhalb der Top 20 voraus. Dave Brecheisen von PopMatters befand die Akustikversion von Ironic als wesentlich schlechter als das Original.
Mit der Single gewann Morissette 1997 wie bereits im Vorjahr den Juno Award für die Single des Jahres. Im selben Jahr war das Lied unter anderem in der Kategorie Single des Jahres für einen Grammy Award nominiert.

### Clear Channel Memorandum
Nach den Terroranschlägen am 11. September 2001 wurde das Lied vom Medienunternehmen Clear Channel Communications auf die Liste fragwürdiger Lieder aufgenommen. Diese Liste ist auch als 2001 Clear Channel Memorandum bekannt und hatte zur Folge, dass viele Sender aufgrund dieser Empfehlung ihr Programm änderten. Ironic wurde wegen der zweiten Strophe in die Liste aufgenommen, da in dieser ein Mann bei einem Flugzeugabsturz stirbt.

### Nutzung in anderen Medien
Im Roman Naiv. Super. den der norwegische Schriftsteller Erlend Loe 1996 veröffentlicht hat, sieht der Protagonist das Musikvideo zu Ironic im Fernsehen und träumt davon, das Alanis-Mädchen zu treffen und mit ihr in einem Haus zusammenzuleben. In der achten Folge der vierten Staffel der Serie Superman – Die Abenteuer von Lois & Clark machen verschiedene Charaktere scherzhafte Anspielungen auf das Lied, in dem es überhaupt nicht um Ironie geht. Im Jay-und-Silent-Bob-Comic von Kevin Smith aus dem Jahr 1998 singt der Charakter Tricia Jones Ironic, bevor Jay in die Dusche tritt.
In der Filmkomödie Hauptsache verliebt von 2007 singt die von Saoirse Ronan dargestellte Figur Izzie Mensforth das Lied mit verändertem Songtext in einer Talentshow. In der Komödie Prakti.com mit Owen Wilson und Vince Vaughn singen die beiden Protagonisten in der Anfangsszene des Films das Lied mit, das im Autoradio läuft.
In The Late Late Show with James Corden war Morissette 2015 zu Gast und sang eine neue Version von Ironic mit einem vollkommen veränderten Text. Der neue Songtext benutzt ein neues technisches Vokabular und benennt verschiedene Apps wie Tinder oder Snapchat und ist eine Hommage an die sprachliche Diskussion, die nach der Veröffentlichung 1996 geführt wurde. Ähnlich wie damals werden alltägliche Szenen besungen, die im eigentlichen Sinne nicht ironisch sind, beispielsweise das Verpassen des Seelenverwandten auf einer Dating-App, da man ihn aus Versehen „wegwischt“ und niemals trifft.

## Kommerzieller Erfolg

### Chartplatzierungen
In Kanada erreichte Ironic mit einem Einstieg auf Platz 96 erstmals am 8. Januar 1996 die RPM 100 Hit Tracks. Zwölf Wochen später, am 1. April 1996, nahm das Lied den ersten Platz der Charts ein und hielt diese Platzierung für sechs Wochen, bis es von der US-amerikanischen Musikgruppe BoDeans mit der Single Closer to Free verdrängt wurde. Insgesamt befand sich das Lied für 29 Wochen in den Top 100, zuletzt am 22. Juli 1996 auf Platz 81. Es befand sich 14 Wochen in den Top 10 und belegte in den kanadischen Jahrescharts 1996 den zweiten Platz hinter Morissettes Single You Learn.
Darüber hinaus avancierte das Lied zum Top-10-Erfolg in Australien und Neuseeland (je Rang 3), Norwegen und den Vereinigten Staaten (Rang 4), Belgien-Flandern und den Niederlanden (je Rang 6), Deutschland, Irland und Island (je Rang 8), Belgien-Wallonien und der Schweiz (je Rang 9). Weitere Chartplatzierungen erreichte es im Vereinigten Königreich (Rang 11), Frankreich (Rang 16) und Schweden (Rang 24).
| ChartsChartplatzierungen       | Höchstplatzierung | Wochen |
| ------------------------------ | ----------------- | ------ |
| Deutschland (GfK)              | 8 (25 Wo.)        | 25     |
| Kanada (MC)                    | 1 (… Wo.)         | …      |
| Schweiz (IFPI)                 | 9 (20 Wo.)        | 20     |
| Vereinigte Staaten (Billboard) | 4 (32 Wo.)        | 32     |
| Vereinigtes Königreich (OCC)   | 11 (13 Wo.)       | 13     |

| ChartsJahrescharts (1996)      | Platzierung |
| ------------------------------ | ----------- |
| Deutschland (GfK)              | 40          |
| Kanada (MC)                    | 2           |
| Schweiz (IFPI)                 | 51          |
| Vereinigte Staaten (Billboard) | 13          |

### Auszeichnungen für Musikverkäufe
| Land/Region                  | Auszeichnungen für Musikverkäufe (Land/Region, Auszeichnung, Verkäufe) | Verkäufe  |
| ---------------------------- | ---------------------------------------------------------------------- | --------- |
| Australien (ARIA)            | Gold                                                                   | 35.000    |
| Dänemark (IFPI)              | Gold                                                                   | 45.000    |
| Frankreich (SNEP)            | Silber                                                                 | 125.000   |
| Italien (FIMI)               | Gold                                                                   | 35.000    |
| Neuseeland (RMNZ)            | Gold                                                                   | 5.000     |
| Norwegen (IFPI)              | Gold                                                                   | 10.000    |
| Spanien (Promusicae)         | Gold                                                                   | 30.000    |
| Vereinigte Staaten (RIAA)    | Gold                                                                   | 500.000   |
| Vereinigtes Königreich (BPI) | 2× Platin                                                              | 1.200.000 |
| Insgesamt                    | 1× Silber · 7× Gold · 2× Platin ·                                      | 1.985.000 |

Hauptartikel: Alanis Morissette/Auszeichnungen für Musikverkäufe

## Coverversionen
2003 sang Ji-In Cho Ironic in der deutschen Castingsendung Fame Academy, woraufhin diese Version in die deutschen Charts einstieg. Das mexikanische Duo Jesse & Joy interpretierte das Lied auf seinem Album Esta Es Mi Vida Sesiones. Die Pop-Punk-Band Four Year Strong spielte das Lied 2009 für ihr 90er Jahre Coveralbum Explains It All ein.